# Сентервілл (округ Фресно, Каліфорнія)
Сентервілл (англ. Centerville) — переписна місцевість (CDP) в США, в окрузі Фресно штату Каліфорнія. Населення — 378 осіб (2020).

## Географія
Сентервілл розташований за координатами 36°44′10″ пн. ш. 119°29′46″ зх. д. / 36.73611° пн. ш. 119.49611° зх. д. (36.736159, -119.495981).  За даними Бюро перепису населення США в 2010 році переписна місцевість мала площу 21,08 км², уся площа — суходіл.

## Демографія
Згідно з переписом 2010 року, у переписній місцевості мешкали 392 особи в 154 домогосподарствах у складі 101 родини. Густота населення становила 19 осіб/км².  Було 167 помешкань (8/км²).
Расовий склад населення:
| - 81,9 % — білих - 5,1 % — азіатів - 2,3 % — корінних американців - 0,3 % — чорних або афроамериканців - 8,4 % — осіб інших рас |

До двох чи більше рас належало 2,0 %. Частка іспаномовних становила 25,3 % від усіх жителів.
За віковим діапазоном населення розподілялося таким чином: 19,9 % — особи молодші 18 років, 62,0 % — особи у віці 18—64 років, 18,1 % — особи у віці 65 років та старші. Медіана віку мешканця становила 46,6 року. На 100 осіб жіночої статі у переписній місцевості припадало 111,9 чоловіків;  на 100 жінок у віці від 18 років та старших — 115,1 чоловіків також старших 18 років.
За межею бідності перебувало 22,0 % осіб, у тому числі 29,8 % дітей у віці до 18 років та 0,0 % осіб у віці 65 років та старших.
Цивільне працевлаштоване населення становило 169 осіб. Основні галузі зайнятості: освіта, охорона здоров'я та соціальна допомога — 41,4 %, науковці, спеціалісти, менеджери — 12,4 %, фінанси, страхування та нерухомість — 11,2 %, сільське господарство, лісництво, риболовля — 10,7 %.